# Kolanthes
Kholantès (grec Κολάνθης, démotique klnd) est un dieu égyptien, fils tardif d'Amon-Min et de la déesse Répit.